# Vuottasjaure (Gällivare socken, Lappland, 738016-176596)
Vuottasjaure är en sjö i Gällivare kommun i Lappland och ingår i Råneälvens huvudavrinningsområde. Sjön har en area på 0,75 kvadratkilometer och ligger 193,9 meter över havet.

## Delavrinningsområde
Vuottasjaure ingår i det delavrinningsområde (738099-176479) som SMHI kallar för Utloppet av Vuottasjaure. Medelhöjden är 204 meter över havet och ytan är 3,07 kvadratkilometer. Det finns inga avrinningsområden uppströms utan avrinningsområdet är högsta punkten. Vattendraget som avvattnar avrinningsområdet har biflödesordning 3, vilket innebär att vattnet flödar genom totalt 3 vattendrag innan det når havet efter 94 kilometer. Avrinningsområdet består mestadels av skog (54 procent). Avrinningsområdet har 0,72 kvadratkilometer vattenytor vilket ger det en sjöprocent på 23,6 procent.